# 西南犁头尖
西南犁头尖（学名：Typhonium omeiense）为天南星科犁头尖属的植物，是中国的特有植物。分布于中国大陆的四川、贵州、广西等地，生长于海拔1,000米至3,000米的地区，见于竹林下杂草丛中，目前尚未由人工引种栽培。

## 别名
半夏、鸡包谷（四川峨眉） 红南星（四川沐川） 野水芋（广西融水）